# Флавий Эннодий Мессала
Флавий Эннодий Мессала (Flavius Ennodius Messala) — римский политик. Был назначен консулом на 506 год вместе с Флавием Ареобиндом Дагалайфом Ареобиндом.
Его отцом был Флавий Аниций Проб Фауст, который оказывал ведущую поддержку папе Симмаху при Лаврентиевой схизме, а его братом был Руфий Магн Фауст Авиен — один из консулов 502 года.